# Benzvalen
Benzvalen ist eine instabile organische Verbindung und isomer zu Benzol.

## Geschichte und Darstellung
Es wurde zuerst 1971 von Thomas J. Katz synthetisiert. Die Synthese erfolgte durch Reaktion von Cyclopentadien mit Methyllithium in Dimethylether und anschließend mit Dichlormethan und Methyllithium bei −45 °C. Die entstehende Lösung besitzt einen fauligen Geruch. Durch die hohe sterische Spannung der Verbindung wandelt es sich innerhalb von kurzer Zeit in Benzol um und neigt zur explosiven Zersetzung.

## Eigenschaften
Benzvalen ist bei Raumtemperatur eine farblose, übel riechende und äußerst explosive Flüssigkeit, die jedoch bei 77 K und als Niederdruckdampf routinemäßig gehandhabt werden kann.
Die Struktur ist exakt die durch die Wade'schen Regeln hervorgesagte Struktur von C6H6, das 6 × 3 = 18 Gerüstelektronen zur Verfügung hat, von welchen 6 × 2 = 12 für die bindenden Orbitale benötigt werden. Somit bleiben 6 × 1 = 6 Elektronen übrig, was einer arachno-Struktur des korrespondierenden Deltaeders mit 8 Ecken (Trigondodekaeder) entspricht, bei welchem zwei benachbarte Ecken entfernt wurden.
Benzvalen polymerisiert durch eine ringöffnende metathetische Polymerisation zu Polybenzvalen, welches als Zwischenprodukt zur Herstellung von Polyethin untersucht wird.
Durch photochemische Umsetzung kann Benzvalen zu Oxetanen umgesetzt werden.